# Entoloma cetratum
Entoloma cetratum (Elias Magnus Fries), 1818 ex Meinhard Michael Moser, 1978) din încrengătura Basidiomycota,  în familia Entolomataceae și de genul Entoloma este o specie destul de răspândită saprofită de ciuperci otrăvitoare. O denumire populară nu este cunoscută. Bureții trăiesc în România, Basarabia și Bucovina de Nord pe sol acru în grupuri și cercuri în păduri de conifere de molid și pin, prin turbării, dar și pe câmpii sterpe și pajiști aspre. Se dezvoltă de la câmpie la munte din iunie până la sfârșitul lui noiembrie.

## Taxonomie

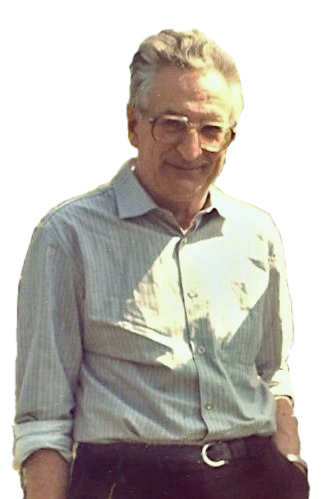
M. M. Moser

Numele binomial a fost determinat drept Agaricus cetratus de marele savant suedez Elias Magnus Fries în volumul 2 al operei sale Observationes mycologicae din 1818.
Apoi, în 1871, micologul german Paul Kummer a transferat specia la genul valabil pe atunci, anume Nolanea, sub păstrarea epitetului, de verificat în marea sa operă Der Führer in die Pilzkunde: Anleitung zum methodischen, leichten und sicheren Bestimmen der in Deutschland vorkommenden Pilze mit Ausnahme der Schimmel- und allzu winzigen Schleim- und Kern-Pilzchen. Acest taxon se găsește destul de des în cărți micologice mai vechi.
Dar numele valabil curent (2021) este din anul 1978 Entoloma cetratum, hotărât de micologul austriac Meinhard Michael Moser în Kleine Kryptogamenflora Mitteleuropas, iar genul Nolanea a fost declasat definitiv de către micologul olandez Machiel Evert Noordeloos în 2004, fiind astăzi doar un subgen al Entoloma. 
Sinonime obligatorii sunt Nolanea cetrata a lui Paul Kummer (vezi mai sus), Rhodophyllus cetratus a lui Lucien Quélet (1886) și Hyporrhodius cetratus Joseph Schröter (1889). Dar, de asemenea, denumirea Latzinaea cetrata a lui Otto Kuntze (1891) precum variațiile lui Largent din 1994 (vezi infocaseta) sunt acceptate.
Epitetul este derivat din cuvântul latin (latină caetratus=armat cu un scut ușor de piele), datorită aspectului pălăriei.

## Descriere

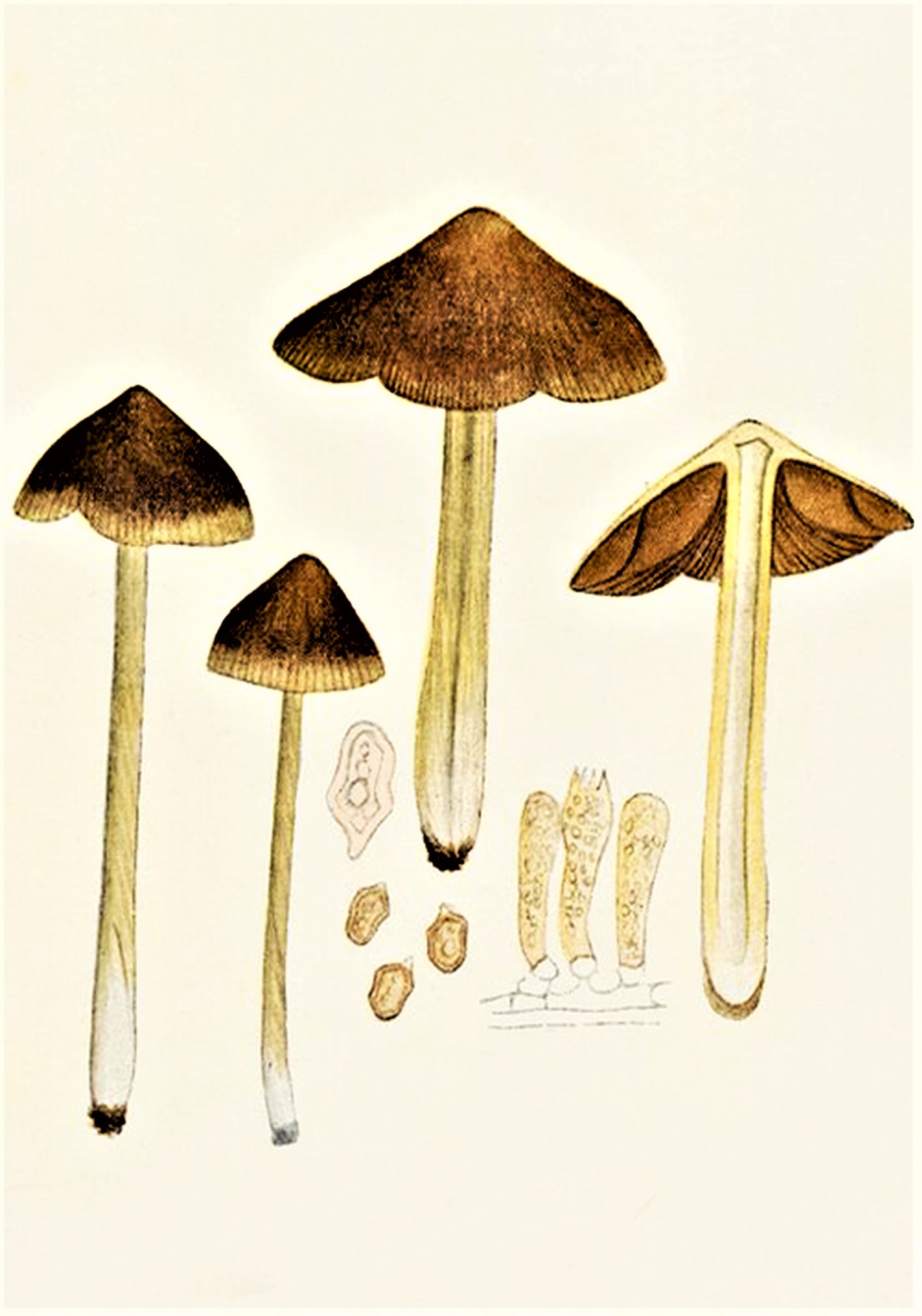
Bres.: Nolanea cetrata

- Pălăria: are un diametru de 2-5 cm, este subțire, fragilă, slab hialină și higrofană, mai întâi boltită cu marginea pentru mult timp răsfrântă în jos, la maturitate convexă și în sfârșit aplatizată, preponderent turtit cocoșată, dar rareori chiar și puțin deprimată în centru. Cuticula netedă, umedă, mătăsoasă, suprapusă peste lamele este de la mijlocul pălăriei diafană și canelată radial spre margine cu un colorit variabil care poate fi palid ocru, gri-brun sau carneu-maroniu.
- Lamelele: îndepărtate între ele, groase, bombate, cu lameluțe intercalate de lungime diferită (uneori chiar și cu puține bifurcații) precum adesea interconectate la fund sunt aderate la picior, aproape libere, coloritul fiind inițial alb până gălbui, mai târziu roz până palid brun-roșcat. Muchiile de aceiași culoare sunt ondulate și slab dințate.
- Piciorul: friabil și fibros în lungime, cu aspect slab sticlos, înalt de 5,5-9 cm și gros de 0,35-0,45 cm este cilindric și spre bază ceva aplatizat, la început plin apoi gol pe dinăuntru. Coaja netedă și fin pudrată poate fi brun-gălbuie, ocru-maronie, gri-brună sau brun-carnee, sub lamele alb-flocoasă și la bază tapițată alb-fibros. Tija nu poartă un inel.
- Carnea: deschis brună până galben-maronie, spre mijloc mai palidă, în picior ocru-brună, este destul de fragilă și subțire (spre centru aproximativ de 3 mm grosime), în picior mai fibroasă, având un miros plăcut, puțin făinos și acrișor cu o componentă fructuoasă precum un gust blând, dar neînsemnat.[3][4]
- Caracteristici microscopice: are spori iregular ovoidali, pronunțat hetero-dimetrici cu 5-7 colțuri, hialin-rozacei, maturi cu una până două picături mari, necopți cu mai multe picături mici uleioase în interior, măsurând 9,0–11,0 (13,5) x 6,5–8 (9,5) microni. Pulberea lor este de colorit roz. Basidiile cu 1-2 uneori 4 (atunci cu cleme bazale) sterigme fiecare sunt clavate, cu o dimensiune de 30,0–36,5 (44,5) x 9,0–11,5 (13,5) microni. Pileocistidele (elemente sterile de pe suprafața pălăriei) au hife fără cleme precum o pigmentație intracelulară sunt umflate, hialine (translucide) de 3,5-8,0 µm în lățime, cele terminale mai groase cu 17,5-39,5 µm, amintind de un dirijabil.[14][15]
- Reacții chimice: nu sunt cunoscute.[16]

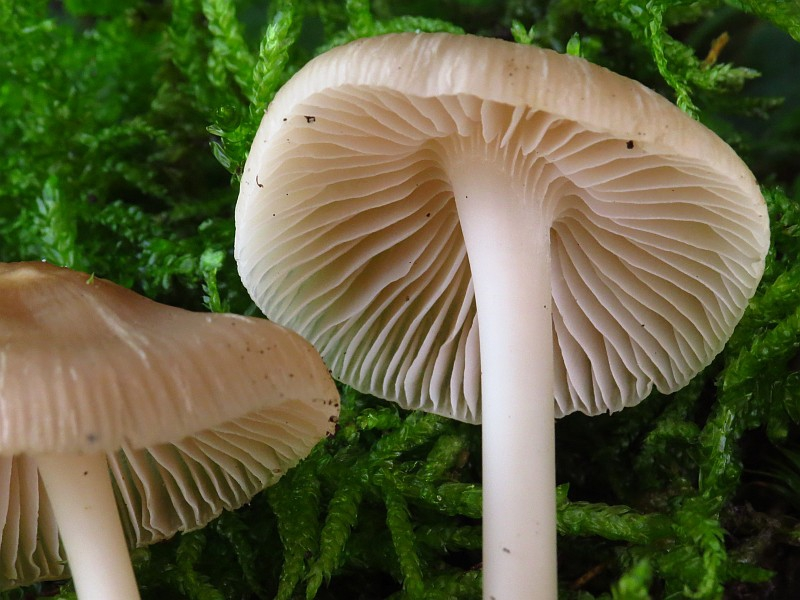
E. cetratum, pălărie, lamele și picior
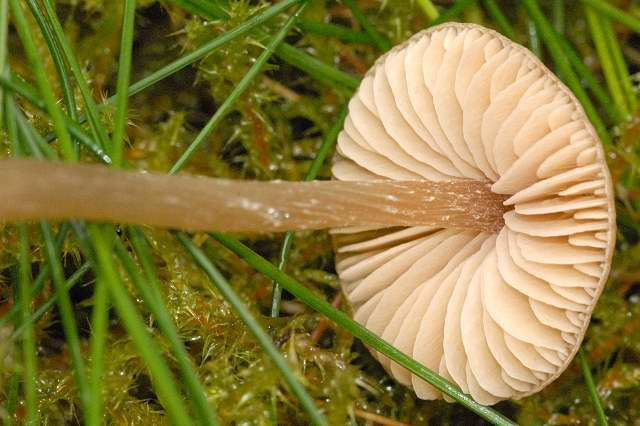
E. cetratum, lamele și picior din apropiere
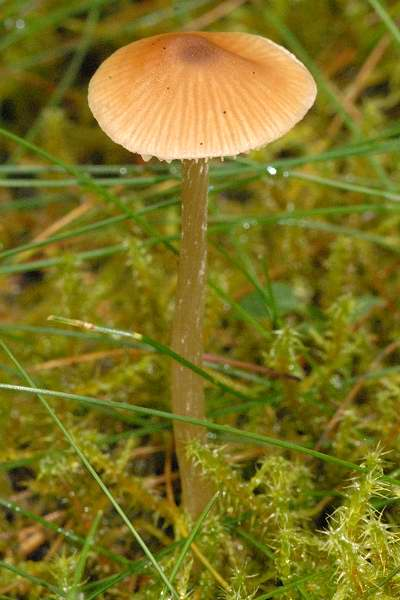
Entoloma cetratum, aspect lateral
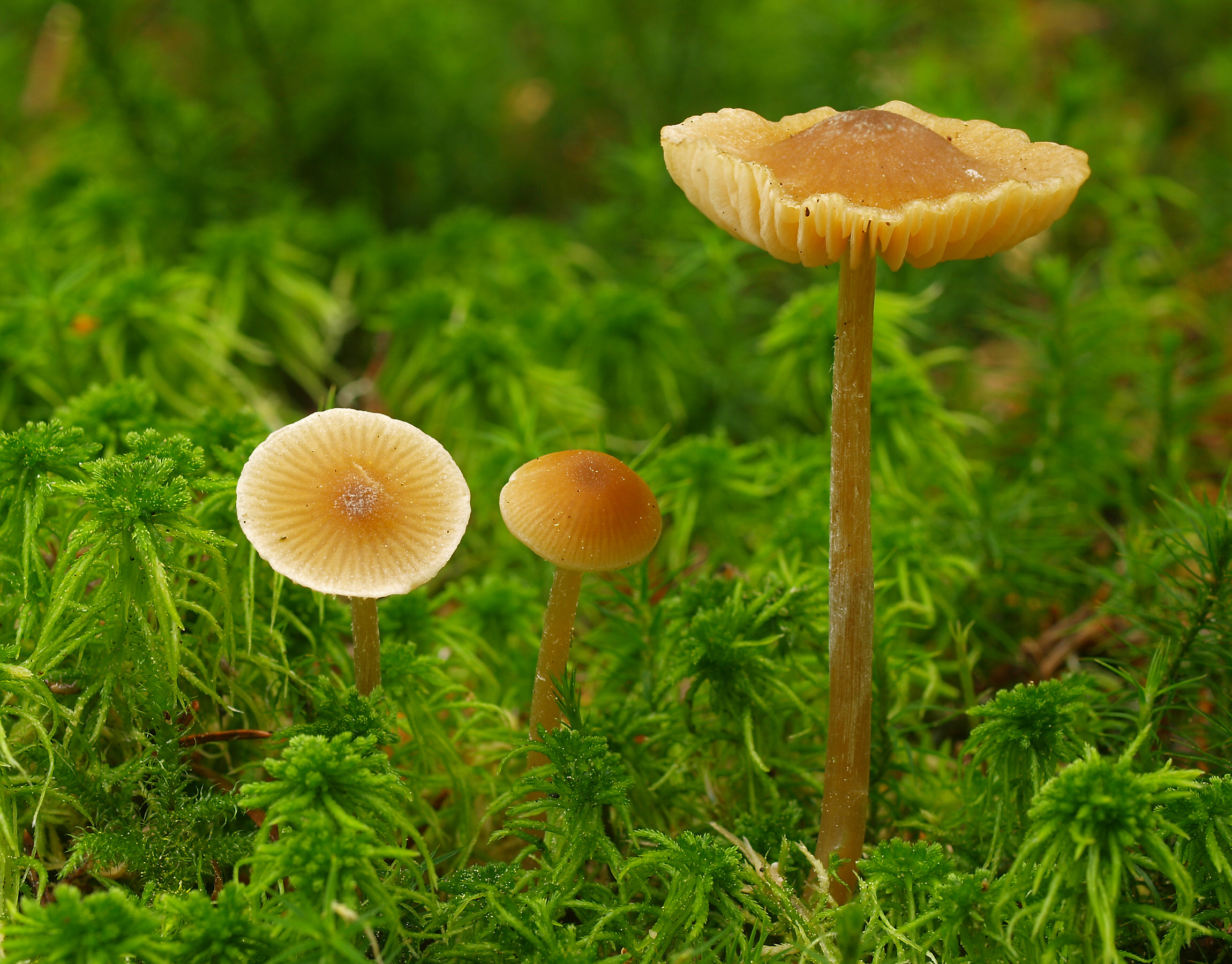
E. cetratum tânără și bătrână

## Confuzii
Buretele poate fi confundat preponderent cu specii necomestibile sau toxice ale aceluiași gen, cum sunt între altele: Entoloma conferendum sin. Entoloma staurosporus (probabil toxic), Entoloma griseocyaneum (necomestibil), Entoloma hebes (otrăvitor), Entoloma hirtipes (otrăvitor), Entoloma incanum (otrăvitor), Entoloma rhodopolium (otrăvitor), Entoloma sepium (comestibil, crește sub porumbar), Entoloma sericeum (otrăvitor), Entoloma sordidulum (otrăvitor) sau Entoloma vernum (letal, apare preponderent în primăvară). Foarte periculoasă este confuzia cu specii din genul Inocybe, toate fiind grav toxice până letale, cum ar fi: Inocybe assimilata sin. Inocybe umbrina (foarte otrăvitoare, posibil letală), Inocybe cookei, 'Inocybe flocculosa (letală), Inocybe erubescens sin. Inocybe patouillardi (letal), Inocybe grammata (otrăvitor), Inocybe langei (letală), Inocybe napipes (otrăvitor, carnea tăiată devine ușor maronie, crește mai târziu), Inocybe splendens (foarte otrăvitor) sau Inocybe squamata (foarte otrăvitor).

## Specii asemănătoare în imagini

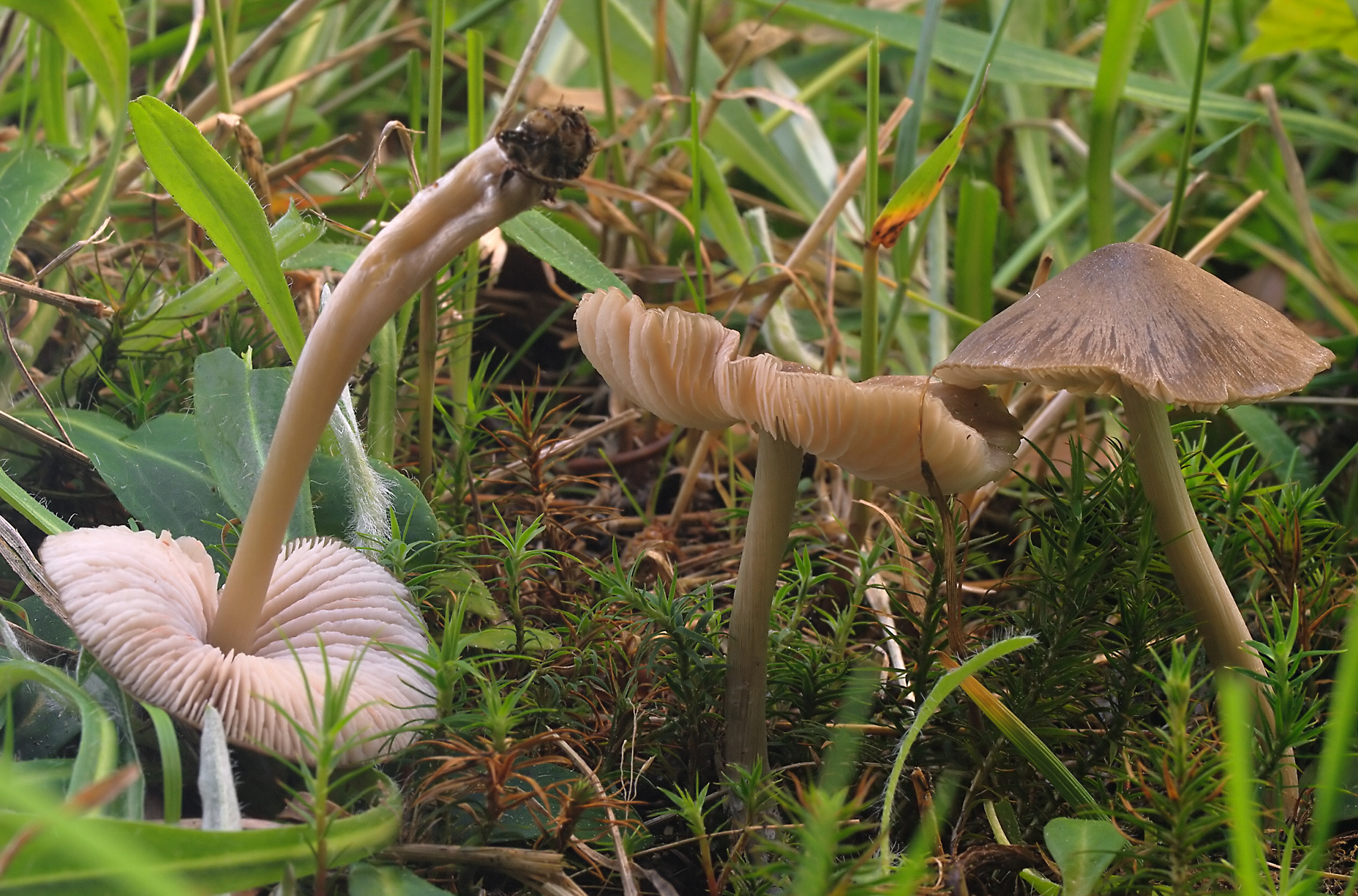
!!Entoloma conferendum!!
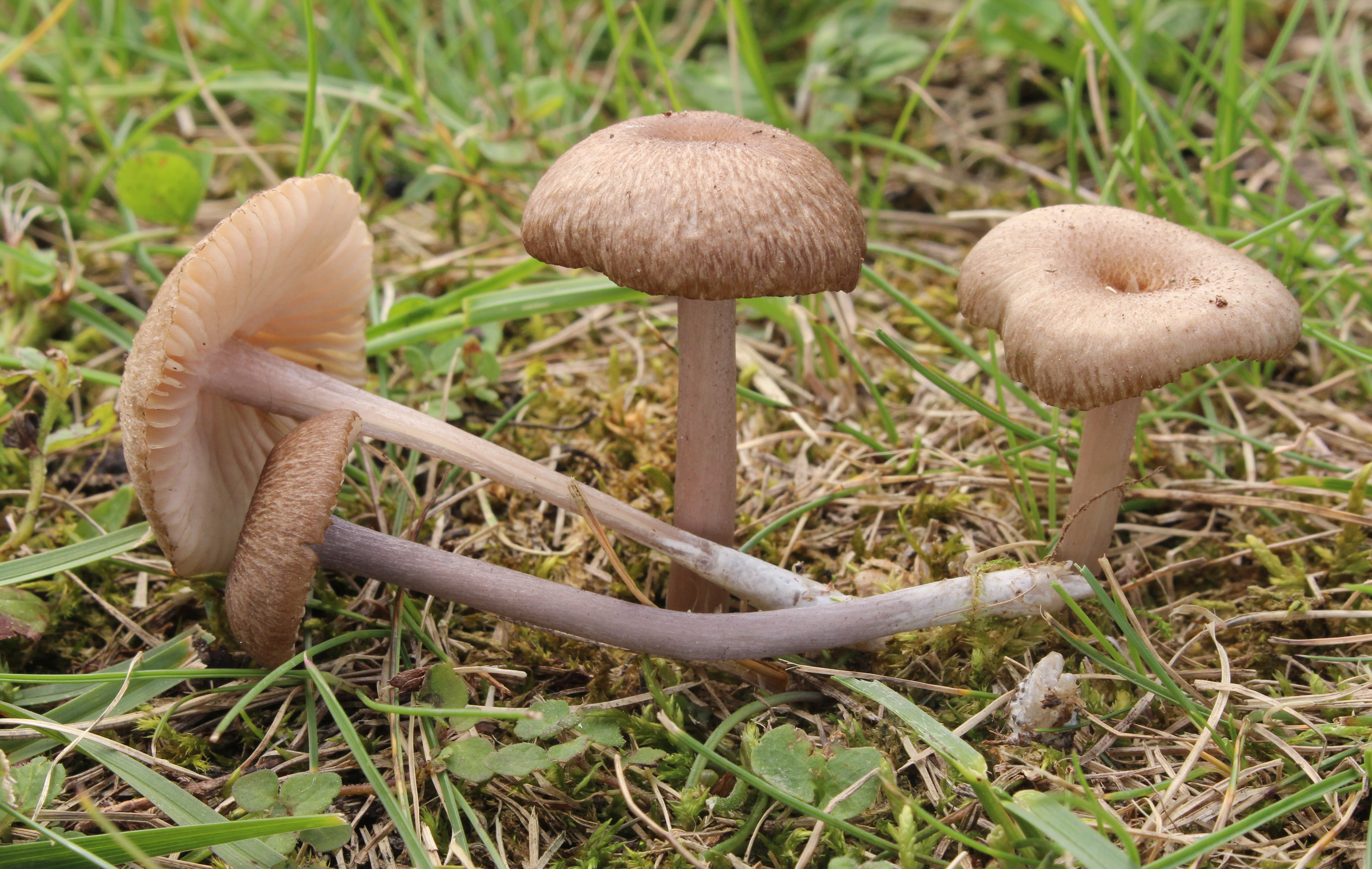
!Entoloma griseocyaneum!
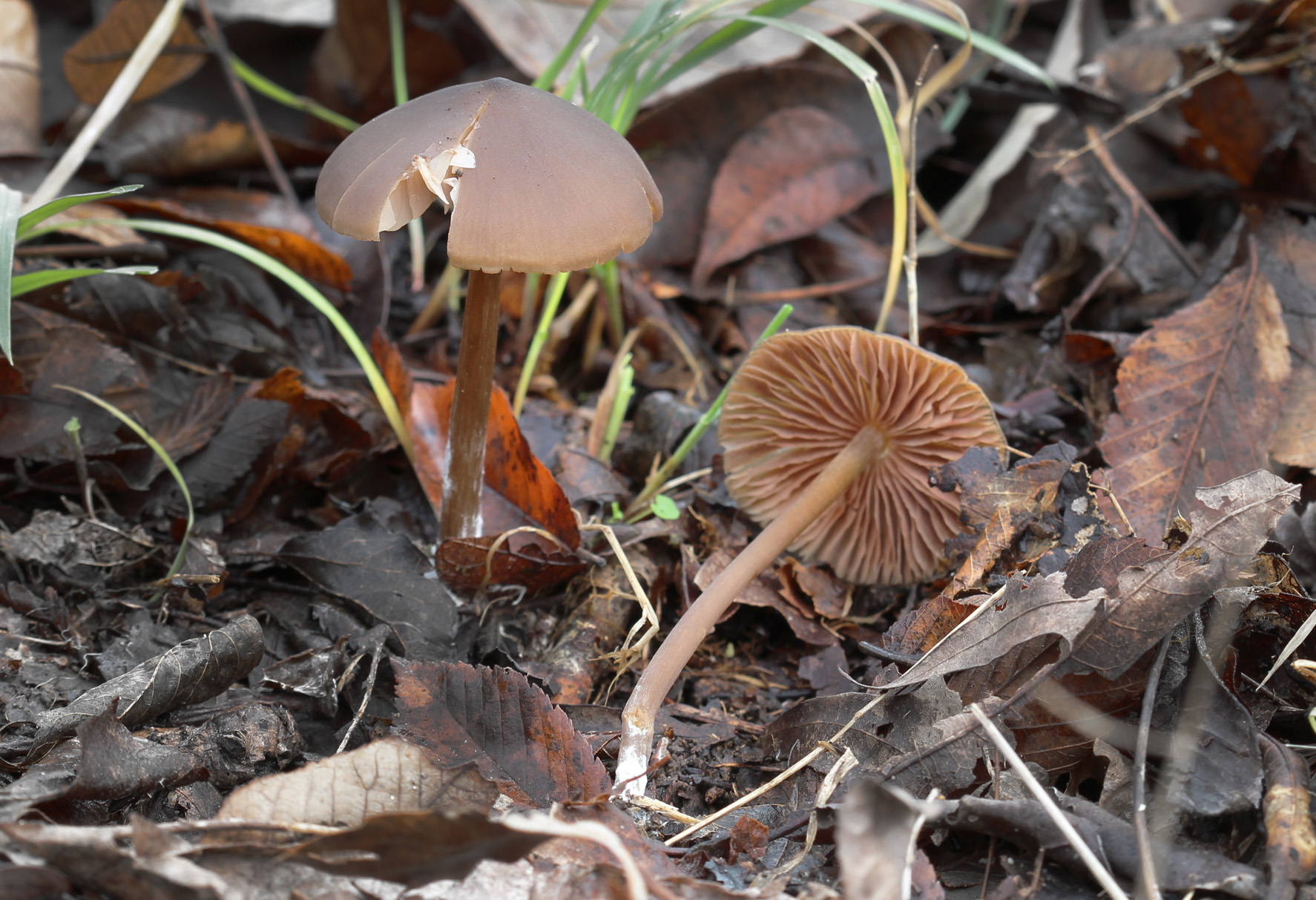
!!Entoloma hebes!!
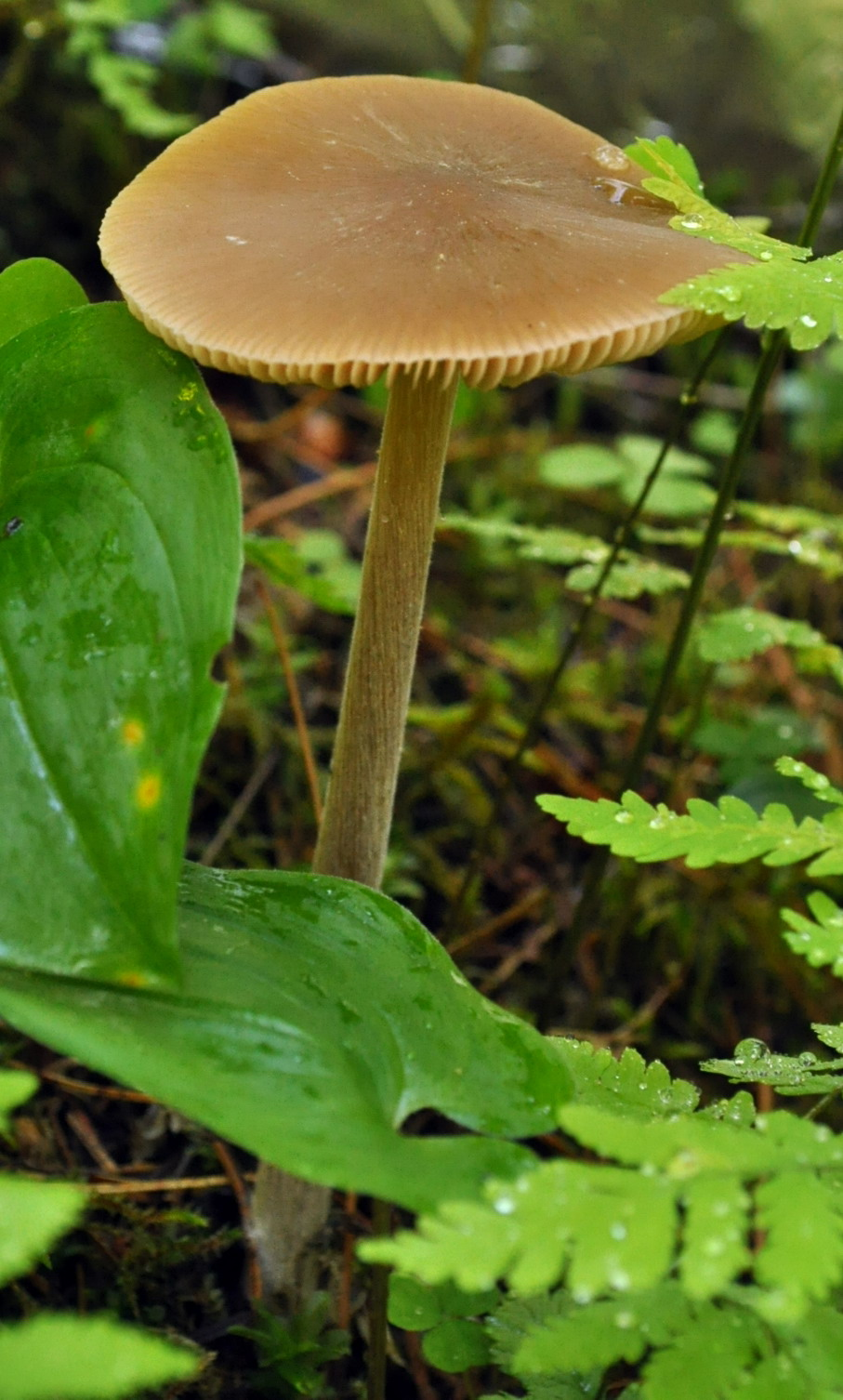
!!Entoloma hirtipes!!
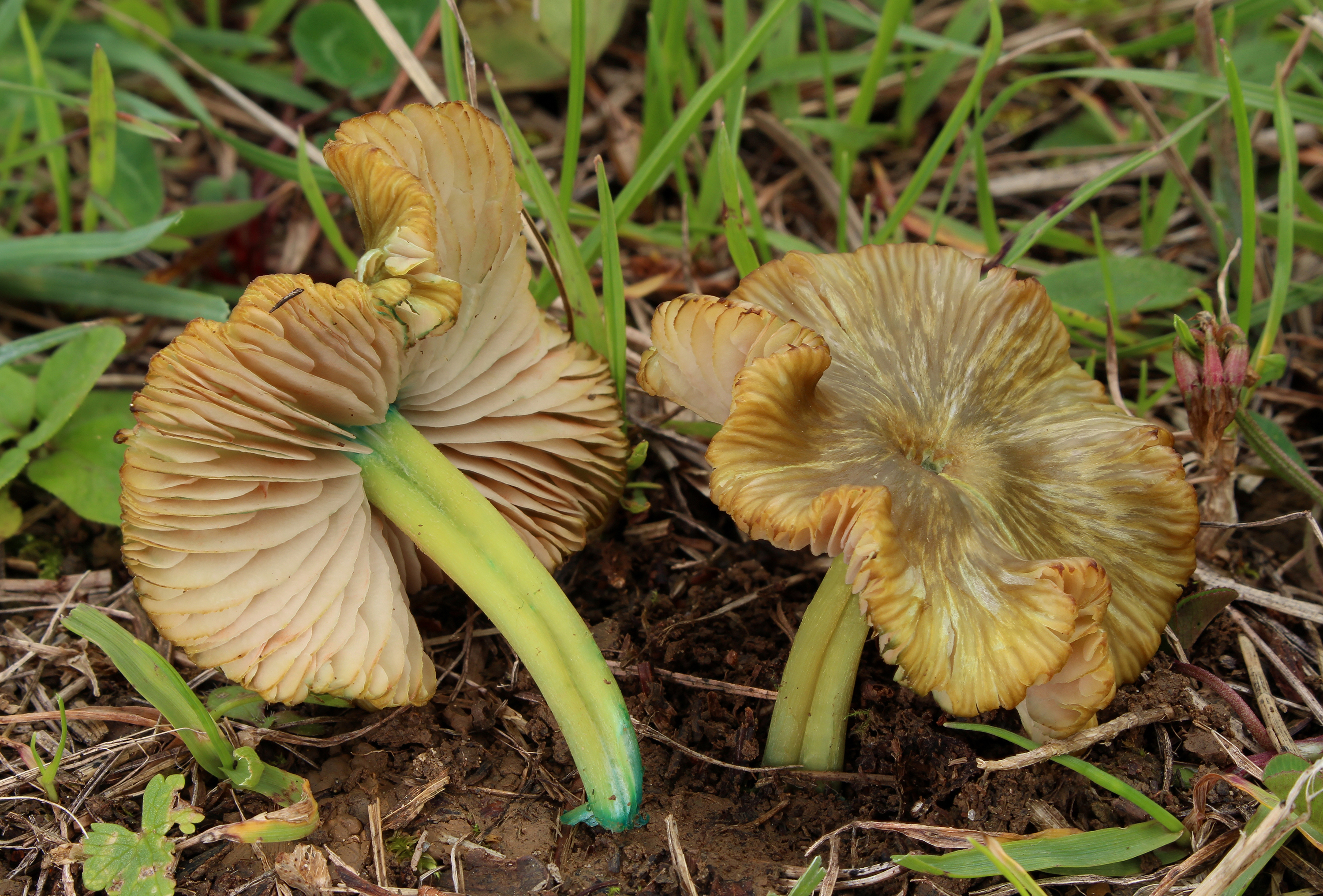
!!Entoloma incanum!!
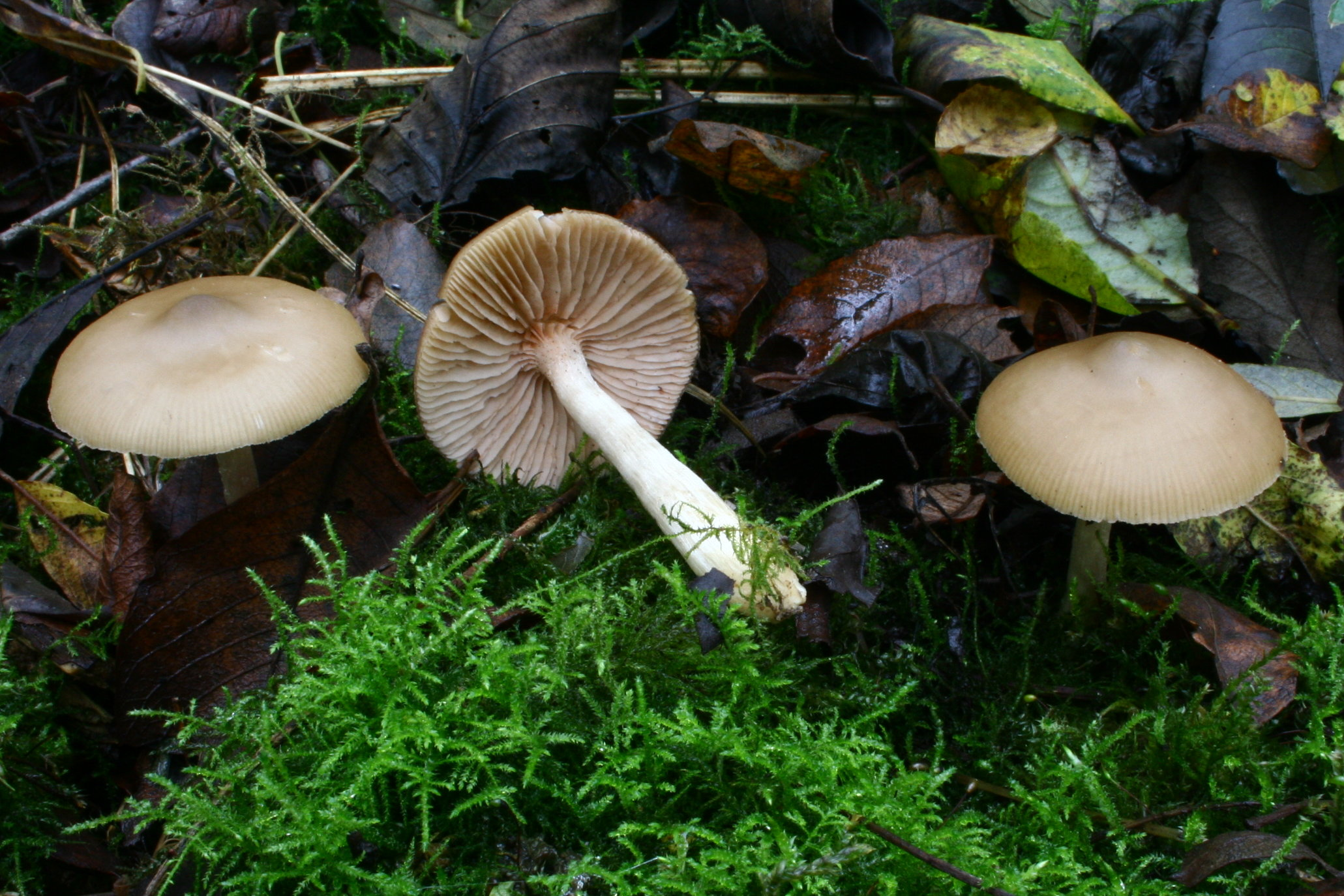
Entoloma rhodopolium
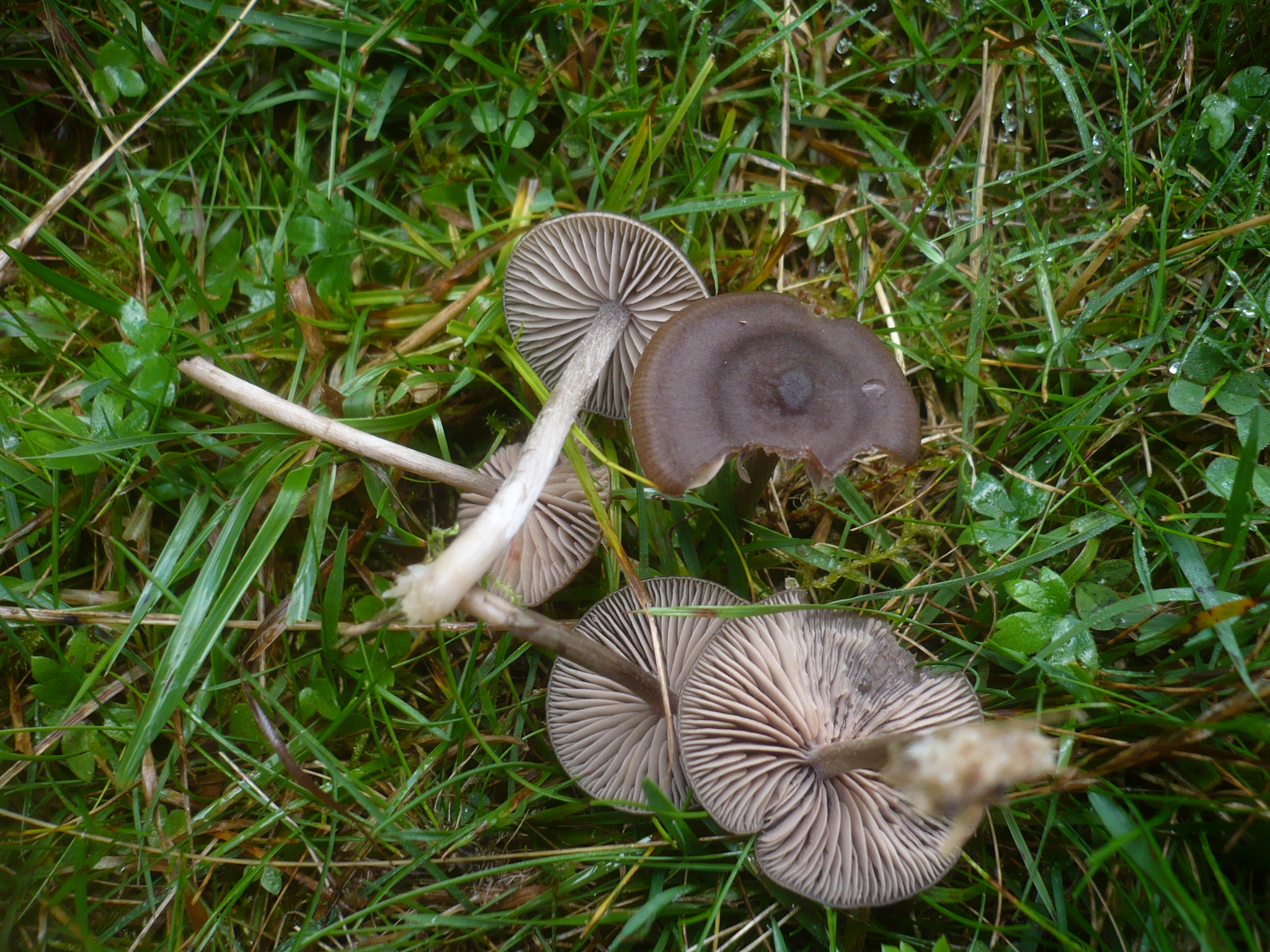
!!Entoloma sericeum!!
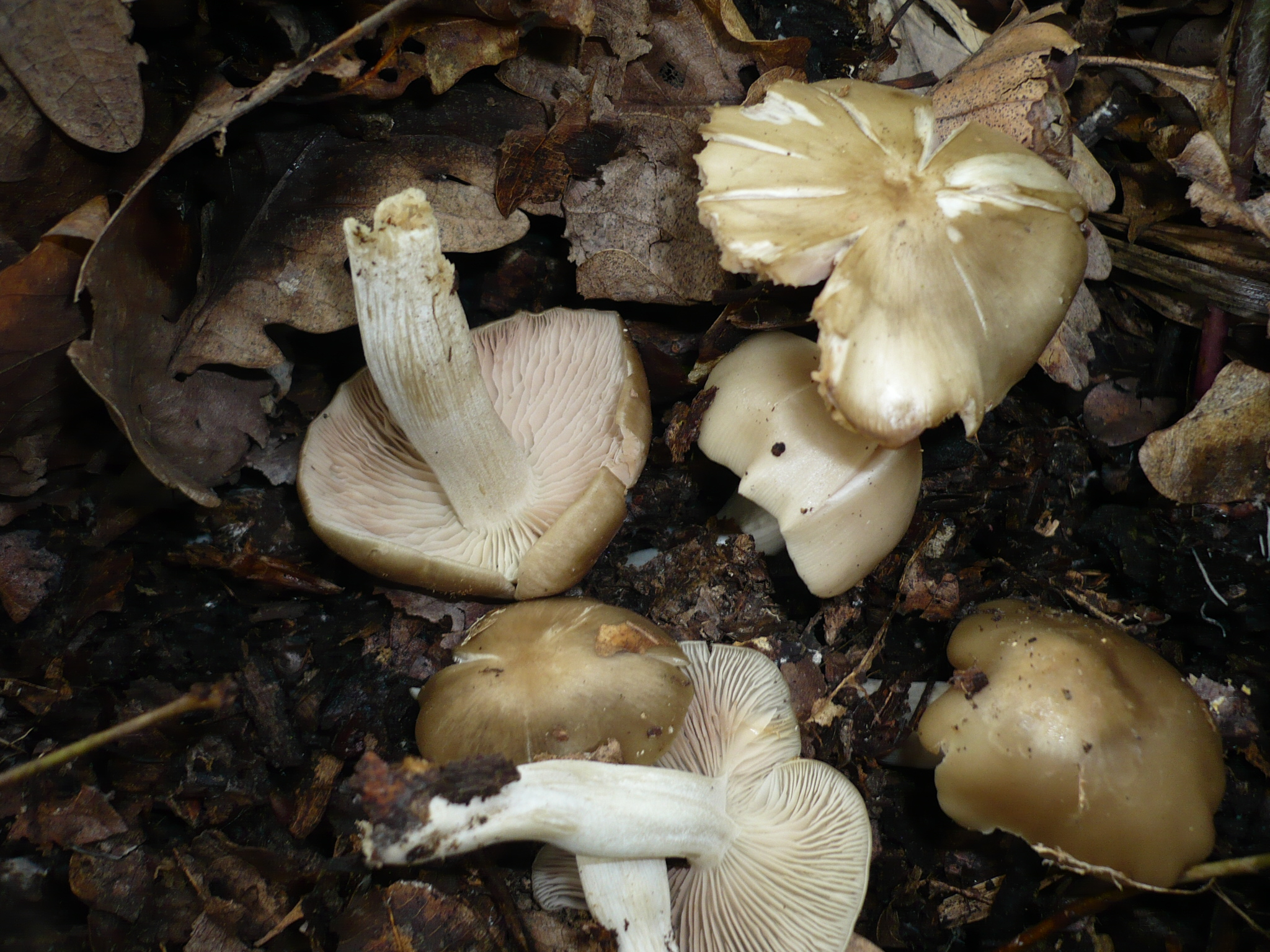
!!Entoloma sordidulum!!
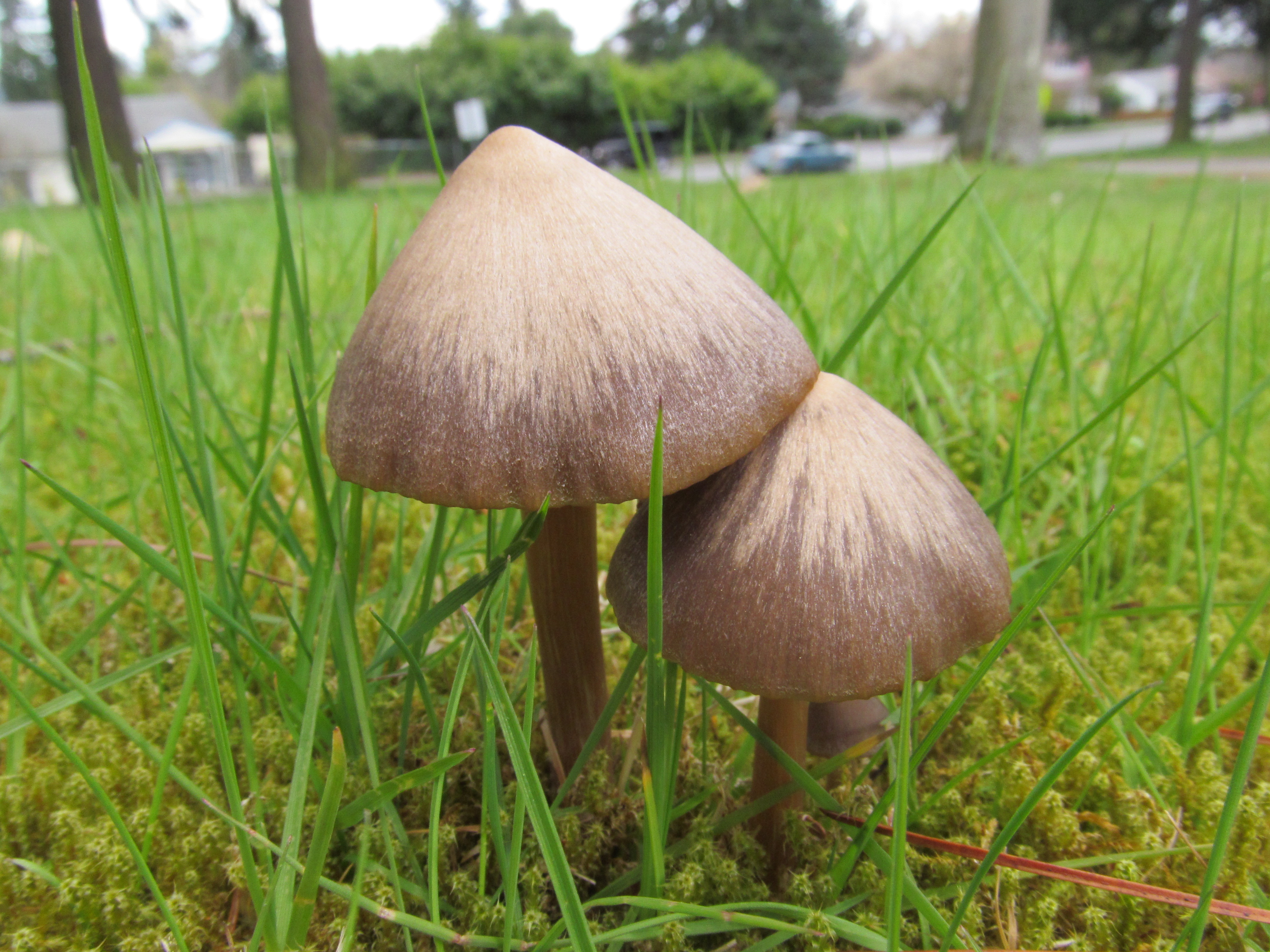
!!!Entoloma vernum!!!

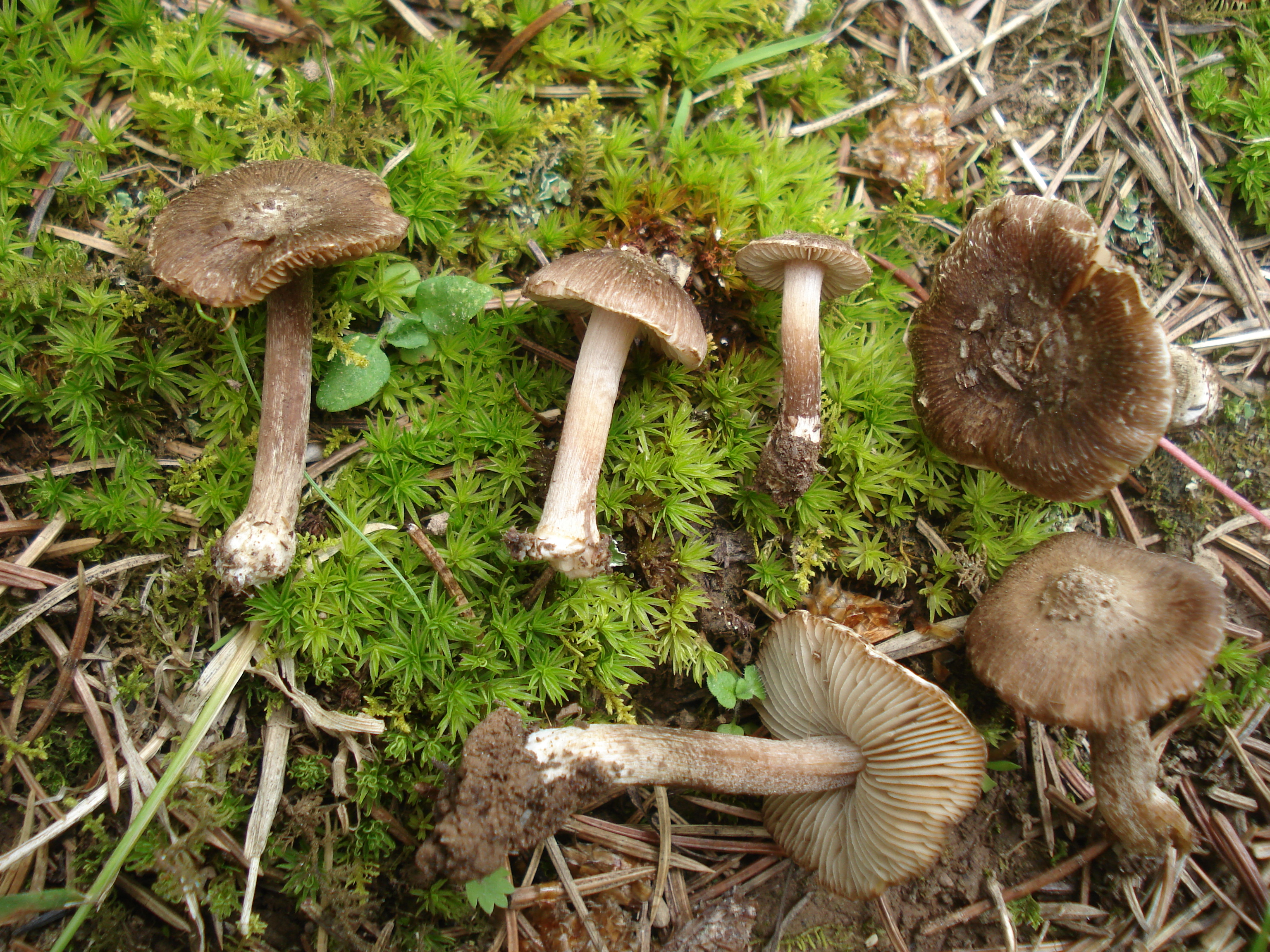
!!!Inocybe assimilata sin. Inocybe umbrina!!!
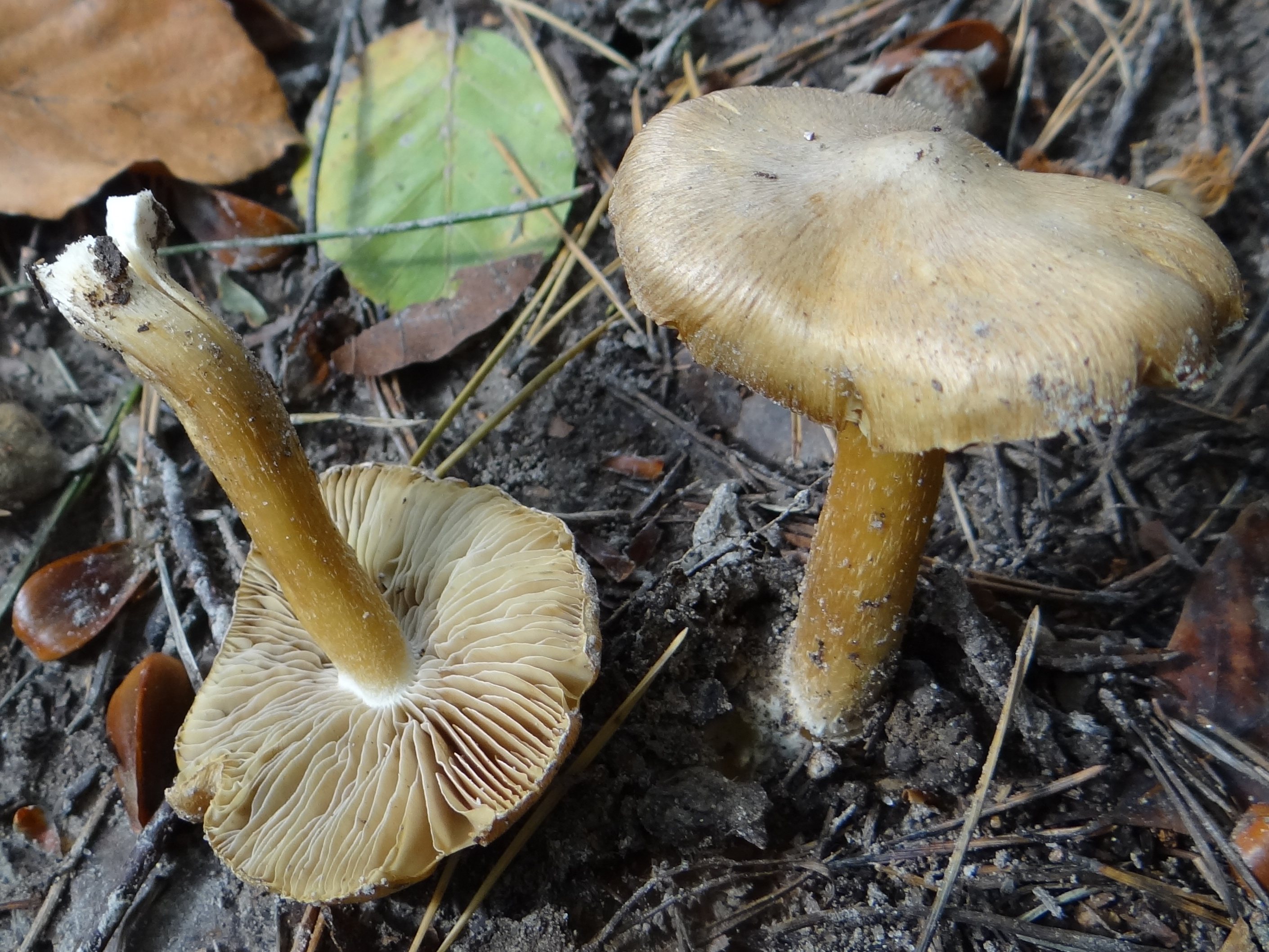
!!Inocybe cookei!!
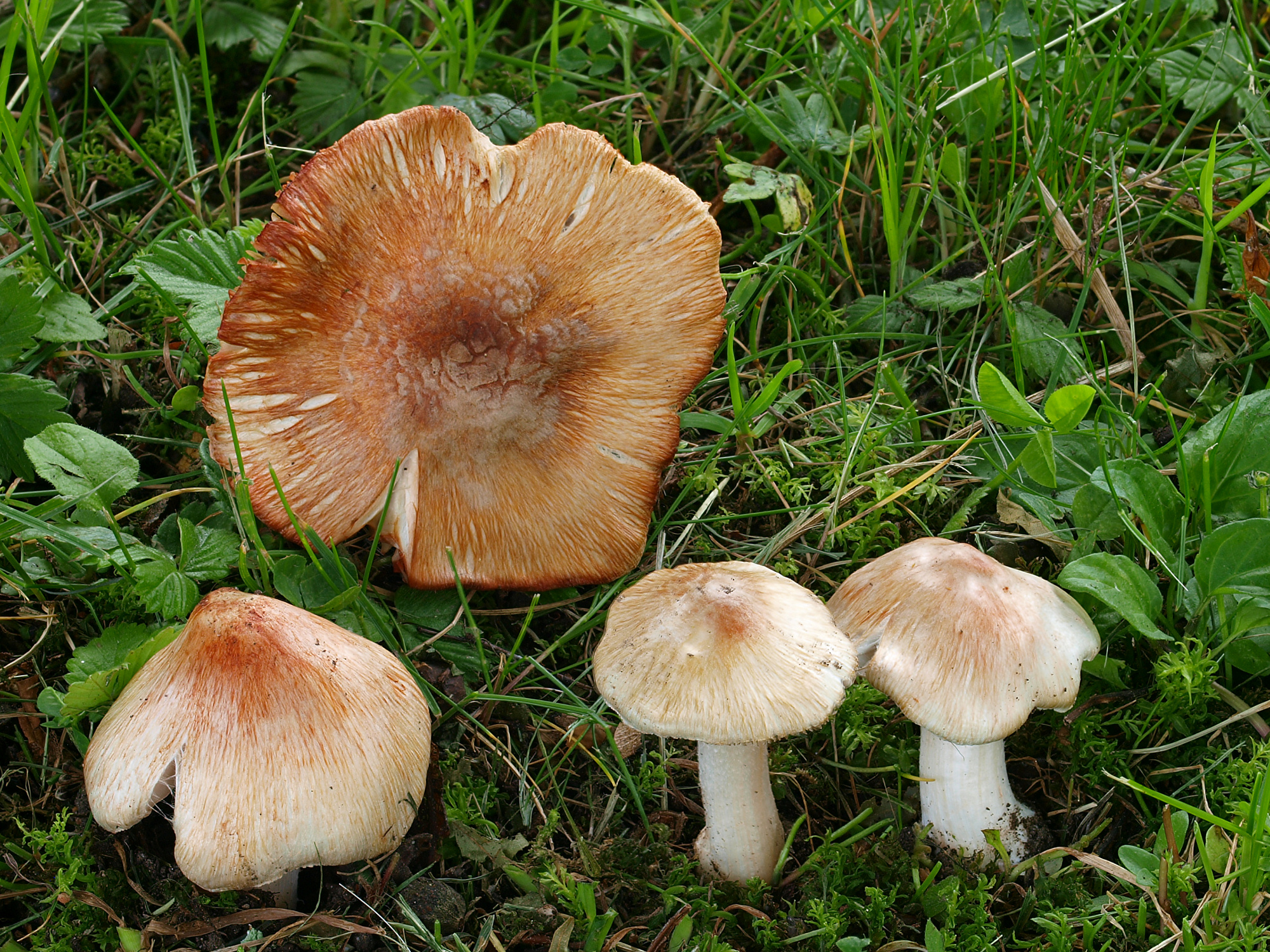
!!!Inocybe erubescens!!!
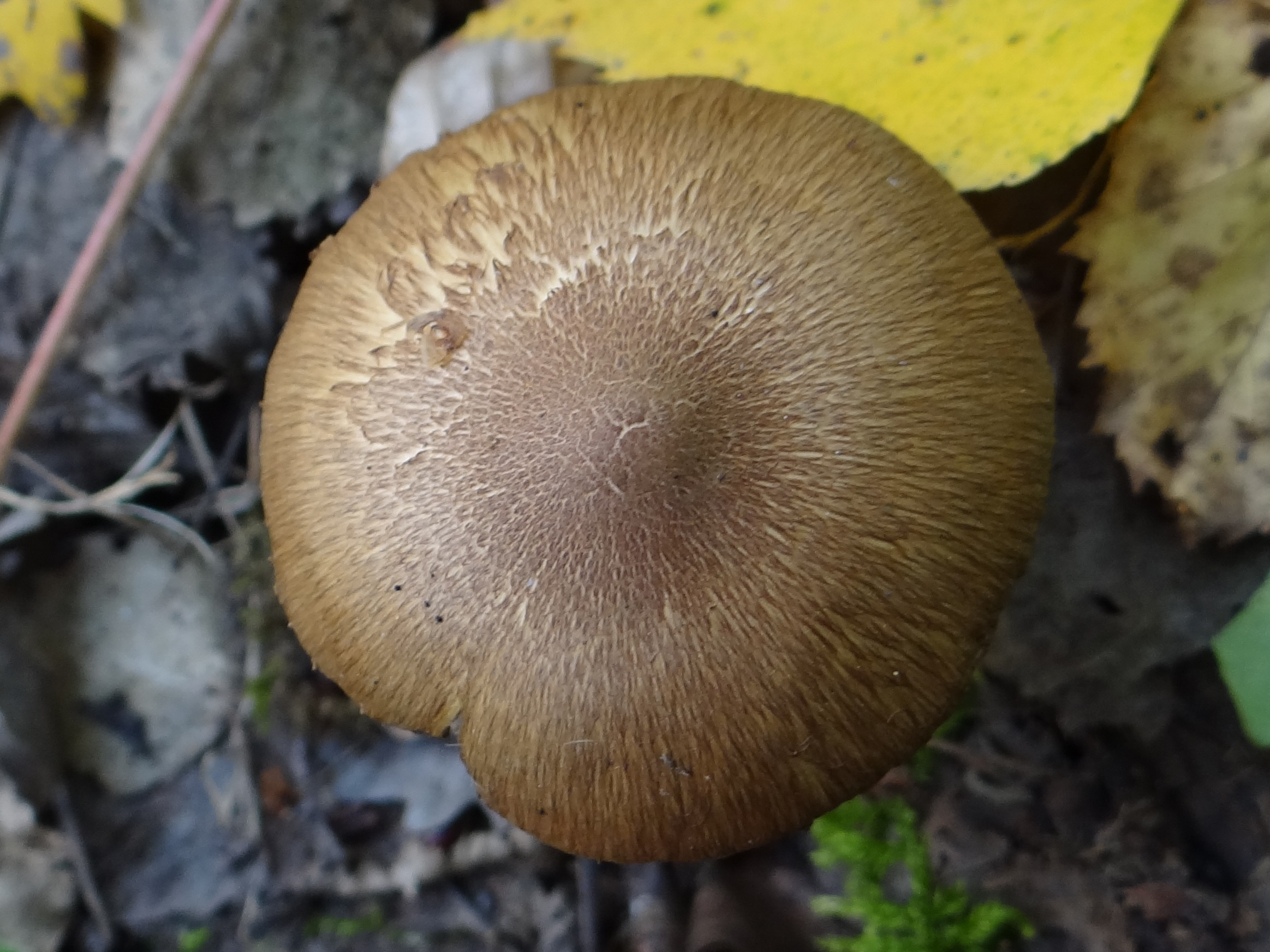
!!!Inocybe flocculosa!!!
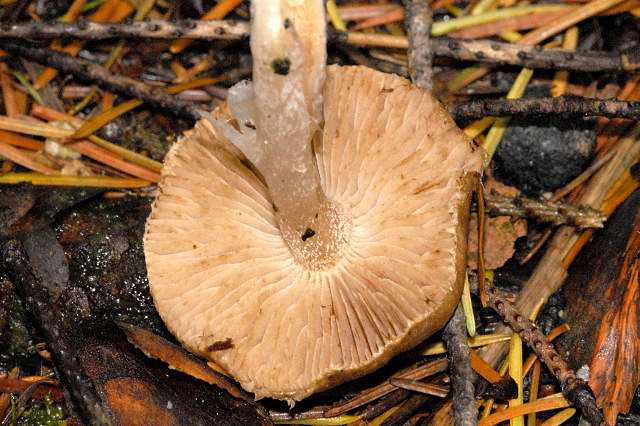
!!Inocybe.grammata!!
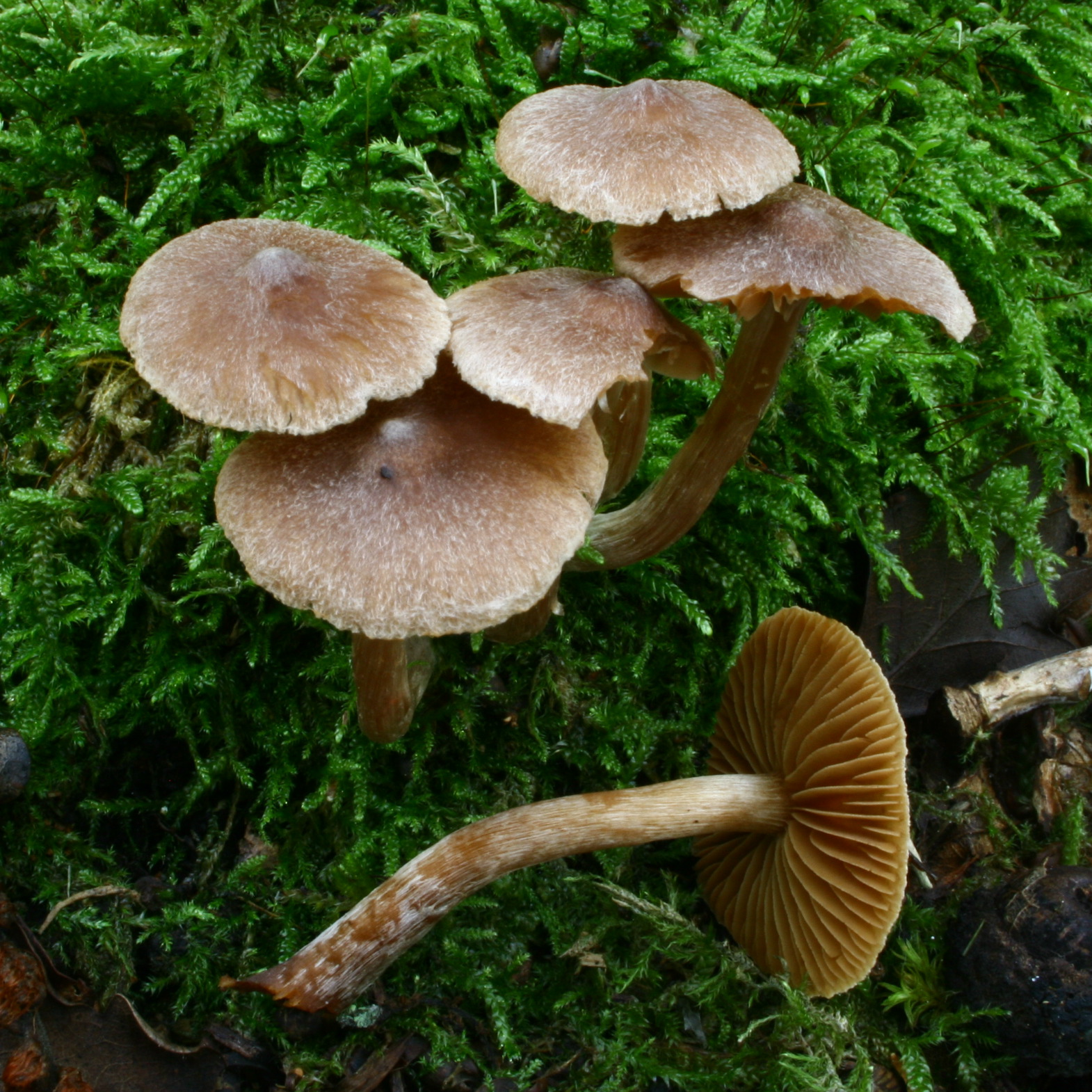
!!!Inocybe langei!!!
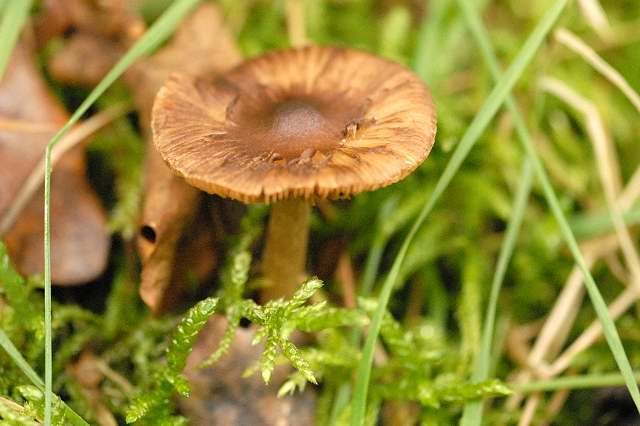
!!Inocybe.napipes!!
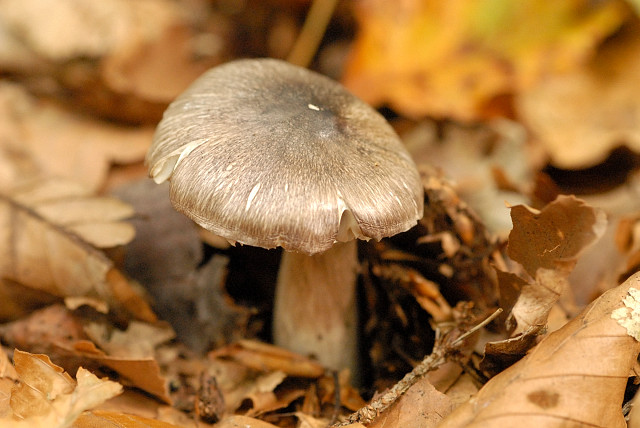
!!Inocybe.splendens!!

## Valorificare
Această ciupercă, deși arată inofensivă, fiind în plus de miros plăcut, este otrăvitoare. Conține diferite toxine care irită tractul gastro-intestinal violent, provocând un sindrom gastrointestinal uneori grav.